# Socrate va a trovare Alcibiade in casa di Aspasia
Socrate va a trovare Alcibiade in casa di Aspasia (Socrate venant chercher Alcibiade chez Aspasie o Alcibiades chez Aspasie) è un dipinto a olio su tela (69 × 98 cm) realizzato dal pittore francese Jean-Léon Gérôme nel 1861.
La tela venne esposta al Salon del 1861 assieme a Frine davanti all'Areopago, Rachel in costume da tragedia e I due auguri. Fa parte della collezione Terence Garnett a San Mateo, negli Stati Uniti, con altre tre tele: Ricreazione in un campo russo del 1854, Bischarin, buste de guerrier del 1872 e Marco Bozzari del 1874 (fino al 2023 era anche presente il  Bambino con la maschera del 1856).

## Descrizione

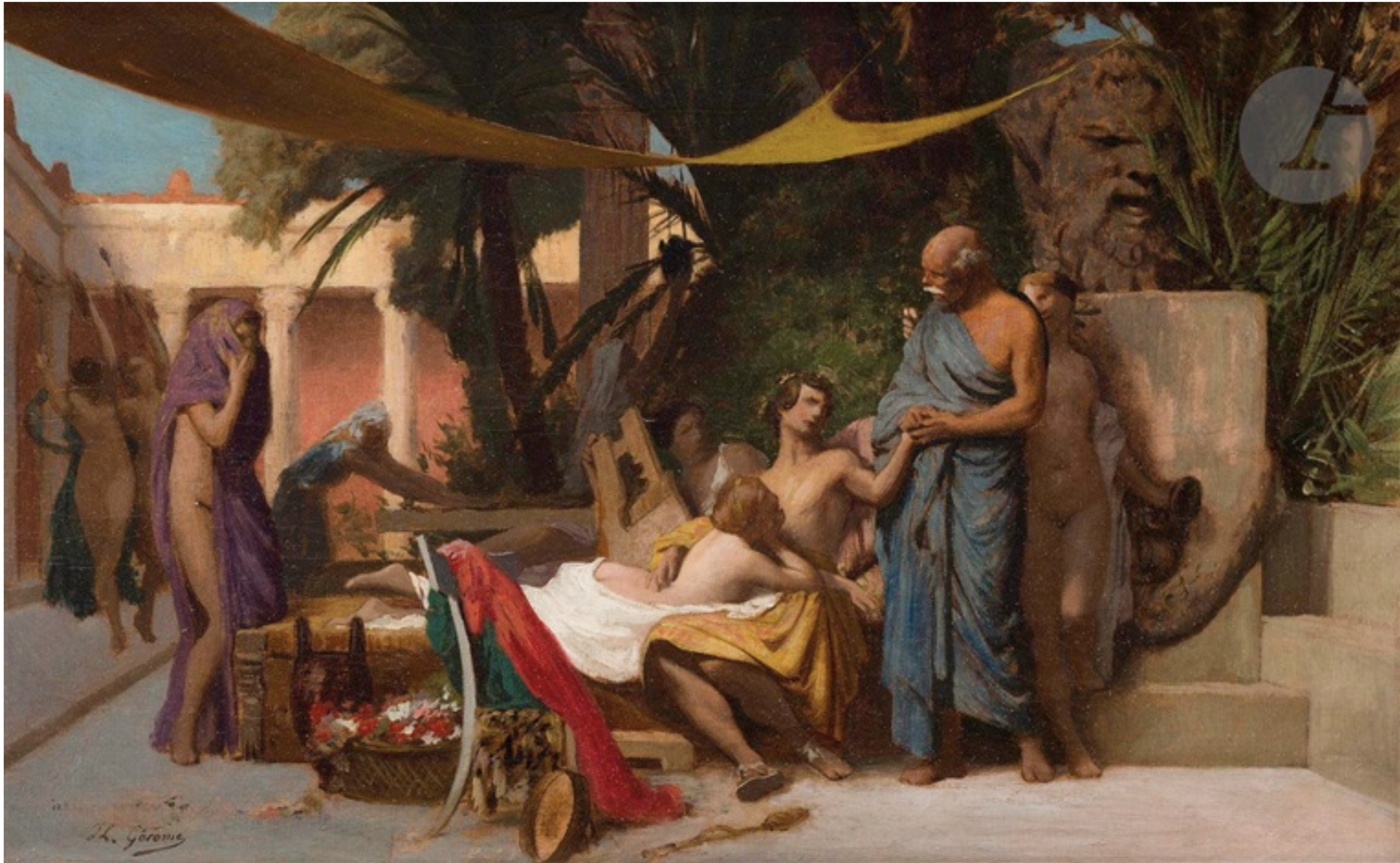
Uno dei primi studi preparatori per l'opera.

Il dipinto presenta una scena con dei nudi femminili dal soggetto antico: Socrate che è venuto a cercare Alcibiade presso la cortigiana Aspasia, circondata dal suo seguito e da un levriero.
Si tratta di una scena ambientata all'esterno, certamente in un peristilio. Alcibiade è seduto su una klìne, vestito solo con un panno attorno ai fianchi. Aspasia, che è distesa a pancia in giù, si allunga sulle ginocchia di Alcibiade. Alla loro destra, in piedi, si trova Socrate che tiene la mano di Alcibiade, come se lo stesse invitarlo ad alzarsi. Attorno ai tre protagonisti si trova un gruppo di persone: delle cortigiane, delle serve o degli ospiti. In primo piano a sinistra si trova, ben illuminato, un levriero afgano seduto. Sopra la clinè si trova un tessuto a mo' di baldacchino. A destra, si trova una stele sormontata da una testa di Pan o di un satiro.
In secondo piano si trovano un altare, della vegetazione, poi le colonne di un edificio e infine un cielo azzurro. La firma dell'artista, J. L. GEROME. MDCCCLXI, si trova sulla parte che pende a sinistra del tessuto che fa da baldacchino su due linee.

## Storia

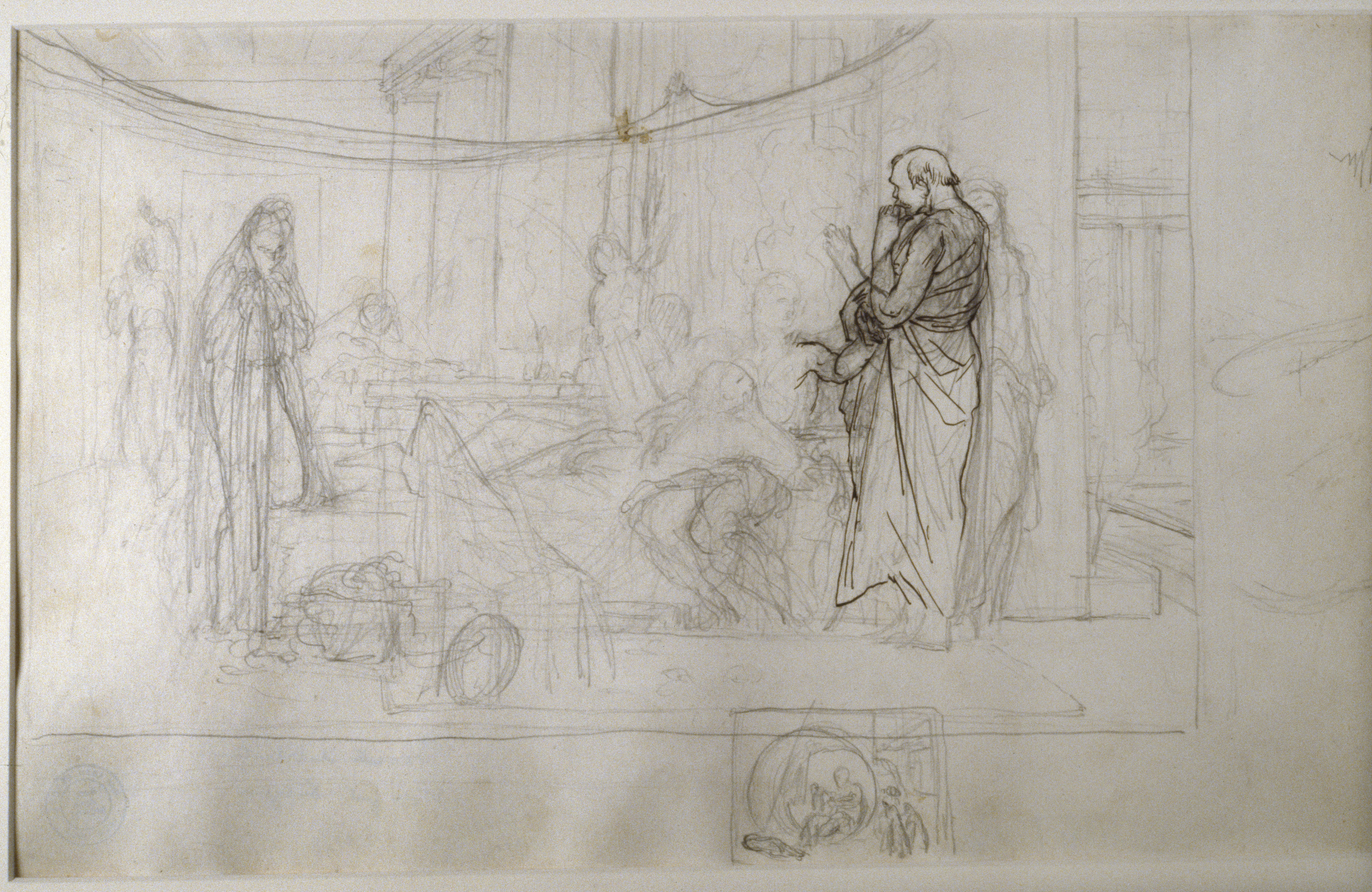
Un disegno preparatorio dell'opera (con uno schizzo per il Diogene in basso).

Esistono almeno tre studi preparatori per questo soggetto: uno schizzo del levriero afgano che in seguito sarebbe stato il soggetto di un dipinto, un primo bozzetto con molti nudi che fa parte della collezione Butin a Cleveland e uno schizzo di 20 × 32 cm più vicino al risultato finale; in esso, il cane non compare, mentre una delle figure tiene in mano una lira. Nella versione definitiva è presente solo una donna con un tamburello. 
Esiste uno studio di nudo per una figura femminile (conservato a Nancy) che la studiosa Sophie Harent ritiene possa essere la donna con il tamburello nel primo abbozzo della composizione. I tratti di questa figura ricordano molto quelli di Marie-Christine Leroux, una modella di nudo che quello stesso anno aveva dato i suoi tratti alla Frine di Gérôme tramite una fotografia inviatagli da Nadar.
Nel suo primo schizzo, nel cuore di un giardino lussuoso, delle serve molto svestite suonavano dei tamburi. Gérôme scelse alla fine un soggetto più contenuto, certamente per evitare le critiche del suo Interno greco. Il soggetto riunisce tre dei temi più amati dall'artista: le scene di storia, il nudo e gli animali.

## Nella cultura di massa
Il vignettista francese Cham realizzò varie vignette umoristiche per il giornale Le Charivari sui quadri che venivano esposti al Salone di Parigi, e nel 1861 ne disegnò una nella quale il levriero è più grande che nel quadro e che, secondo la didascalia, cerca di nascondere la sua coda affinché il suo padroncino non gliela tagli: secondo un aneddoto plutarcheo, Alcibiade avrebbe tagliato la coda del proprio segugio per puro capriccio.

## Galleria d'immagini

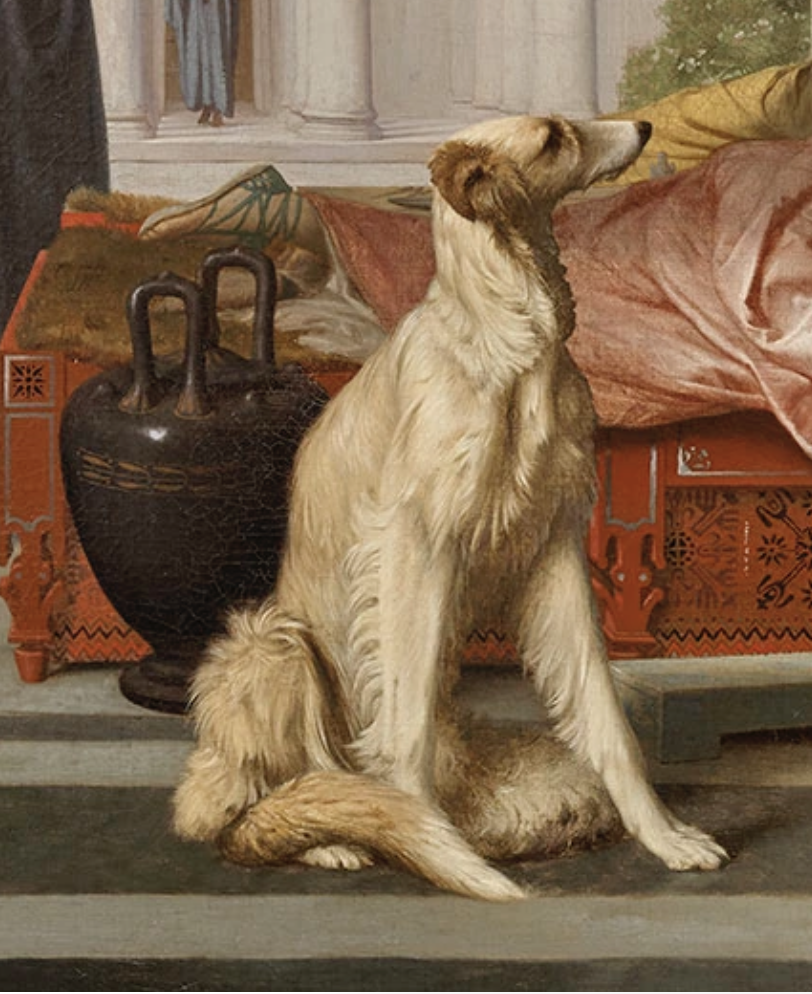
Un dettaglio del levriero.
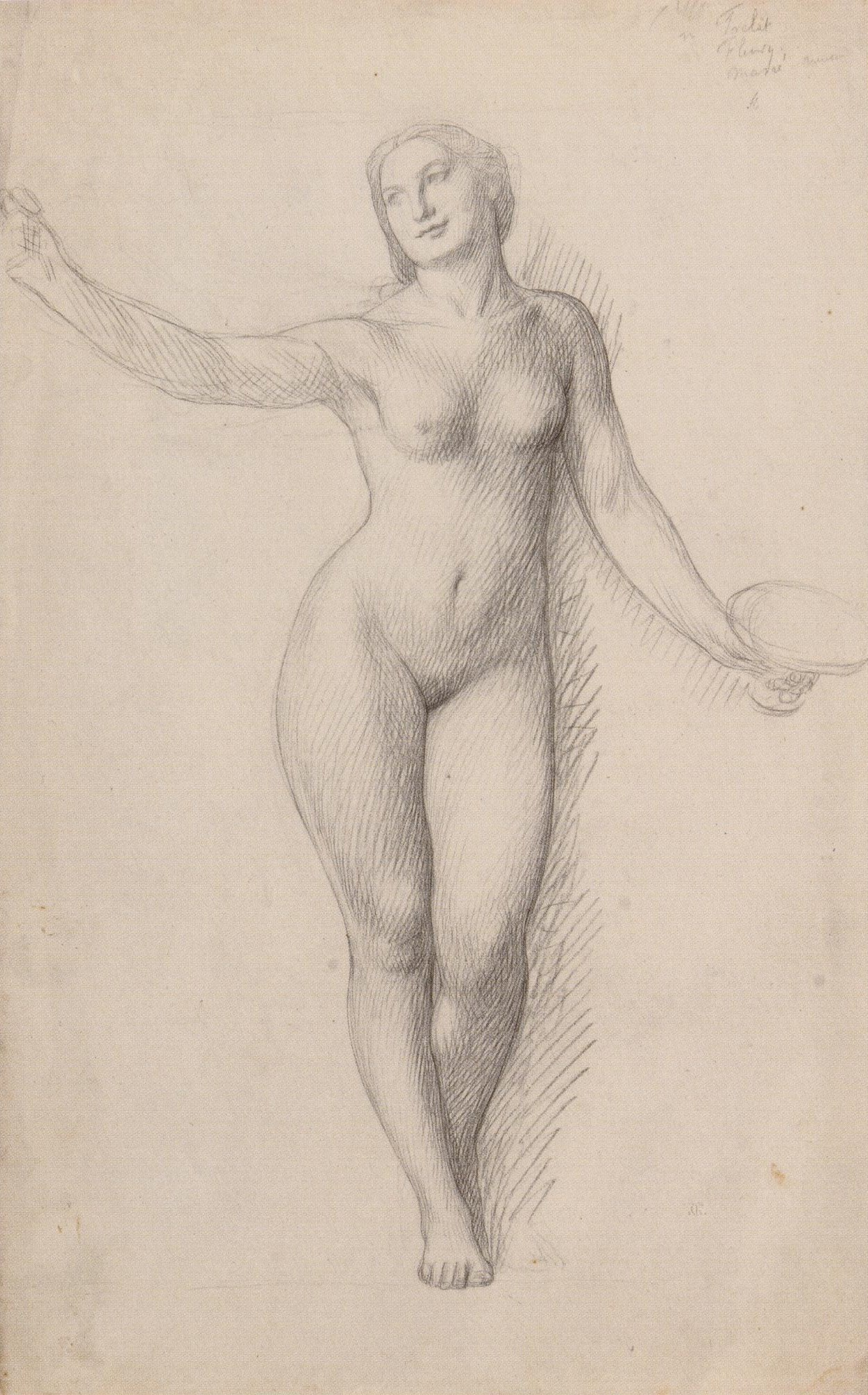
Lo studio per la donna con il tamburello.
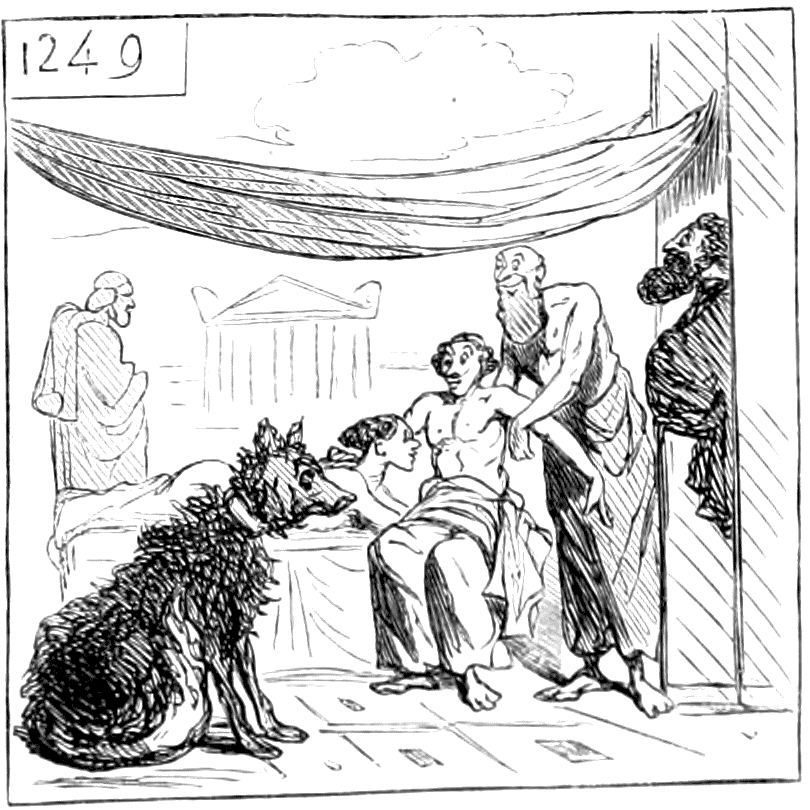
Il disegno parodistico per Le Charivari.